# NHL Expansion Draft 1967
L'NHL Expansion Draft 1967 si è tenuto il 6 giugno 1967 presso il Queen Elizabeth Hotel di Montréal. Il draft ebbe luogo per permettere di completare i roster delle sei nuove franchigie iscritte in NHL a partire dalla stagione 1967-68: i California Seals, i Los Angeles Kings, i Minnesota North Stars, i Philadelphia Flyers, i Pittsburgh Penguins ed i St. Louis Blues.

## Amateur Draft
L'NHL Amateur Draft 1967, il 5º draft della National Hockey League, si svolse il 7 giugno 1967 presso il Queen Elizabeth Hotel di Montréal. I Los Angeles Kings selezionarono il difensore Rick Pagnutti dai Garson-Falconbridge Native Sons, i Pittsburgh Penguins invece come seconda scelta puntarono sul portiere Steve Rexe, proveniente dai Belleville Mohawks, mentre i California Seals scelsero in terza posizione l'attaccante Ken Hicks dei Brandon Wheat Kings.

## Regole
A causa del raddoppio del numero di franchigie iscritte alla NHL da 6 a 12, si era reso necessario reclutare un gran numero di giocatori per riempire i roster delle nuove squadre. Quasi tutti i principali giocatori di hockey su ghiaccio professionistico in Nordamerica erano già sotto contratto con una delle sei formazioni preesistenti; il draft dunque venne creato per distribuire equamente i giocatori militanti nei club delle Original Six (i Boston Bruins, i Chicago Black Hawks, i Detroit Red Wings, i Montreal Canadiens, i New York Rangers ed i Toronto Maple Leafs) per destinarli alle nuove franchigie. Ogni squadra era chiamata a scegliere un totale di 20 giocatori dalle altre squadre: due portieri e diciotto fra attaccanti e difensori. Al termine del Draft i giocatori scelti furono 120.
I club esistenti poterono selezionare un portiere e undici giocatori di movimento inserendoli in una lista di giocatori definiti "protetti". Esclusi dal draft furono anche i prospetti nati dopo il 1º giugno 1946 abbastanza giovani per poter militare nelle formazioni giovanili ma non ancora in possesso di un contratto professionistico, così come i giocatori ceduti in prestito ad altre leghe come la Western Hockey League e la Central Professional Hockey League prima del 1º giugno 1966.
Il draft iniziò con l'assegnazione dell'ordine di selezione. Sul fondo del trofeo della Stanley Cup furono scritti i nomi delle sei expansion teams e racchiusi in un involucro, successivamente il presidente della NHL Clarence Campbell coadiuvato dal general manager dei Montreal Canadiens Sam Pollock procedettero all'estrazione dei nomi. Questo ordine fu usato al primo giro per selezionare i portieri, mentre al secondo e ultimo giro riservato ai portieri esso fu invertito. A partire dal terzo giro iniziarono ad essere chiamati i giocatori di movimento, ricominciando con lo stesso ordine utilizzato nel secondo giro. Nei turni successivi si procedette con una rotazione scalando le squadre di una posizione verso l'altro, mentre la prima squadra veniva riposizionata al sesto e ultimo posto. Ogni squadra aveva tre minuti dall'ultima estrazione per procedere alla scelta del giocatore.

## Expansion Draft

### California Seals
| Turno # | Scelta # | Giocatore         | Posizione    | Selezionato dai     |
| ------- | -------- | ----------------- | ------------ | ------------------- |
| 1       | 6        | Charlie Hodge     | Portiere     | Montreal Canadiens  |
| 2       | 11       | Gary Smith        | Portiere     | Toronto Maple Leafs |
| 3       | 18       | Bobby Baun        | Difensore    | Toronto Maple Leafs |
| 4       | 23       | Kent Douglas      | Difensore    | Toronto Maple Leafs |
| 5       | 29       | Bill Hicke        | Ala destra   | New York Rangers    |
| 6       | 35       | Hinky Harris      | Centro       | Detroit Red Wings   |
| 7       | 41       | Larry Cahan       | Difensore    | New York Rangers    |
| 8       | 47       | Wally Boyer       | Centro       | Chicago Blackhawks  |
| 9       | 53       | Joe Szura         | Centro       | Montreal Canadiens  |
| 10      | 59       | Bob Lemieux       | Difensore    | Montreal Canadiens  |
| 11      | 65       | Jean-Paul Parisé  | Ala sinistra | Boston Bruins       |
| 12      | 71       | Ron Harris        | Difensore    | Boston Bruins       |
| 13      | 77       | Terry Clancy      | Ala destra   | Toronto Maple Leafs |
| 14      | 83       | Tracy Pratt       | Difensore    | Chicago Blackhawks  |
| 15      | 89       | Aut Erickson      | Difensore    | Toronto Maple Leafs |
| 16      | 95       | Ron Boehm         | Ala sinistra | New York Rangers    |
| 17      | 101      | Alain Caron       | Ala destra   | Chicago Blackhawks  |
| 18      | 107      | Mike Laughton     | Centro       | Toronto Maple Leafs |
| 19      | 113      | Bryan Hextall Jr. | Centro       | New York Rangers    |
| 20      | 119      | Gary Kilpatrick   | Difensore    | Chicago Blackhawks  |

### Los Angeles Kings
| Turno # | Scelta # | Giocatore        | Posizione    | Selezionato dai     |
| ------- | -------- | ---------------- | ------------ | ------------------- |
| 1       | 1        | Terry Sawchuk    | Portiere     | Toronto Maple Leafs |
| 2       | 7        | Wayne Rutledge   | Portiere     | New York Rangers    |
| 3       | 13       | Gord Labossiere  | Centro       | Montreal Canadiens  |
| 4       | 19       | Bob Wall         | Difensore    | Detroit Red Wings   |
| 5       | 25       | Eddie Joyal      | Centro       | Toronto Maple Leafs |
| 6       | 31       | Réal Lemieux     | Ala destra   | Detroit Red Wings   |
| 7       | 37       | Poul Popiel      | Difensore    | Boston Bruins       |
| 8       | 43       | Terry Gray       | Ala destra   | Detroit Red Wings   |
| 9       | 49       | Bryan Campbell   | Centro       | New York Rangers    |
| 10      | 55       | Ted Irvine       | Ala sinistra | Boston Bruins       |
| 11      | 61       | Howie Hughes     | Ala destra   | Montreal Canadiens  |
| 12      | 67       | Bill Inglis      | Centro       | Montreal Canadiens  |
| 13      | 73       | Doug Robinson    | Ala sinistra | New York Rangers    |
| 14      | 79       | Mike Corrigan    | Ala sinistra | Toronto Maple Leafs |
| 15      | 85       | Jacques Lemieux  | Ala sinistra | Montreal Canadiens  |
| 16      | 91       | Lowell MacDonald | Ala sinistra | Toronto Maple Leafs |
| 17      | 97       | Ken Block        | Difensore    | New York Rangers    |
| 18      | 103      | Bill Flett       | Ala destra   | Toronto Maple Leafs |
| 19      | 109      | Brent Hughes     | Difensore    | Detroit Red Wings   |
| 20      | 115      | Marc Dufour      | Ala destra   | New York Rangers    |

### Minnesota North Stars
| Turno # | Scelta # | Giocatore         | Posizione    | Selezionato dai    |
| ------- | -------- | ----------------- | ------------ | ------------------ |
| 1       | 4        | Cesare Maniago    | Portiere     | New York Rangers   |
| 2       | 8        | Garry Bauman      | Portiere     | Montreal Canadiens |
| 3       | 14       | Dave Balon        | Ala sinistra | Montreal Canadiens |
| 4       | 20       | Ray Cullen        | Centro       | Detroit Red Wings  |
| 5       | 26       | Bob Woytowich     | Difensore    | Boston Bruins      |
| 6       | 32       | Jean-Guy Talbot   | Difensore    | Montreal Canadiens |
| 7       | 38       | Wayne Connelly    | Ala destra   | Boston Bruins      |
| 8       | 44       | Ted Taylor        | Ala sinistra | Detroit Red Wings  |
| 9       | 50       | Pete Goegan       | Difensore    | Detroit Red Wings  |
| 10      | 56       | Len Lunde         | Centro       | Chicago Blackhawks |
| 11      | 62       | Bill Goldsworthy  | Ala destra   | Boston Bruins      |
| 12      | 68       | André Pronovost   | Ala sinistra | Detroit Red Wings  |
| 13      | 74       | Elmer Vasko       | Difensore    | Chicago Blackhawks |
| 14      | 80       | Murray Hall       | Ala destra   | Chicago Blackhawks |
| 15      | 86       | Bryan Watson      | Difensore    | Detroit Red Wings  |
| 16      | 92       | Bill Collins      | Centro       | New York Rangers   |
| 17      | 98       | Sandy Fitzpatrick | Centro       | New York Rangers   |
| 18      | 104      | Parker MacDonald  | Centro       | Detroit Red Wings  |
| 19      | 110      | Billy Taylor Jr.  | Centro       | Chicago Blackhawks |
| 20      | 116      | Dave Richardson   | Ala sinistra | Chicago Blackhawks |

### Philadelphia Flyers
| Turno # | Scelta # | Giocatore         | Posizione    | Selezionato dai     |
| ------- | -------- | ----------------- | ------------ | ------------------- |
| 1       | 2        | Bernie Parent     | Portiere     | Boston Bruins       |
| 2       | 9        | Doug Favell       | Portiere     | Boston Bruins       |
| 3       | 16       | Ed Van Impe       | Difensore    | Chicago Blackhawks  |
| 4       | 21       | Joe Watson        | Difensore    | Boston Bruins       |
| 5       | 27       | Brit Selby        | Ala sinistra | Toronto Maple Leafs |
| 6       | 33       | Lou Angotti       | Centro       | Chicago Blackhawks  |
| 7       | 39       | Léon Rochefort    | Ala destra   | Montreal Canadiens  |
| 8       | 45       | Don Blackburn     | Ala sinistra | Toronto Maple Leafs |
| 9       | 51       | John Miszuk       | Difensore    | Chicago Blackhawks  |
| 10      | 57       | Garry Peters      | Centro       | Montreal Canadiens  |
| 11      | 63       | Dick Cherry       | Difensore    | Boston Bruins       |
| 12      | 69       | Jean Gauthier     | Difensore    | Montreal Canadiens  |
| 13      | 75       | Jim Johnson       | Centro       | New York Rangers    |
| 14      | 81       | Gary Dornhoefer   | Ala destra   | Boston Bruins       |
| 15      | 87       | Forbes Kennedy    | Centro       | Boston Bruins       |
| 16      | 93       | Pat Hannigan      | Ala sinistra | Toronto Maple Leafs |
| 17      | 99       | Dwight Carruthers | Difensore    | Detroit Red Wings   |
| 18      | 105      | Bob Courcy        | Centro       | Montreal Canadiens  |
| 19      | 111      | Keith Wright      | Ala sinistra | Boston Bruins       |
| 20      | 117      | Terry Ball        | Difensore    | New York Rangers    |

### Pittsburgh Penguins
| Turno # | Scelta # | Giocatore           | Posizione    | Selezionato dai     |
| ------- | -------- | ------------------- | ------------ | ------------------- |
| 1       | 5        | Joe Daley           | Portiere     | Detroit Red Wings   |
| 2       | 10       | Roy Edwards         | Portiere     | Chicago Blackhawks  |
| 3       | 17       | Earl Ingarfield Sr. | Centro       | New York Rangers    |
| 4       | 22       | Al MacNeil          | Difensore    | New York Rangers    |
| 5       | 28       | Larry Jeffrey       | Ala sinistra | Toronto Maple Leafs |
| 6       | 34       | Ab McDonald         | Ala sinistra | Detroit Red Wings   |
| 7       | 40       | Leo Boivin          | Difensore    | Detroit Red Wings   |
| 8       | 46       | Noel Price          | Difensore    | Montreal Canadiens  |
| 9       | 52       | Keith McCreary      | Ala destra   | Montreal Canadiens  |
| 10      | 58       | Ken Schinkel        | Ala destra   | New York Rangers    |
| 11      | 64       | Bob Dillabough      | Centro       | Boston Bruins       |
| 12      | 70       | Art Stratton        | Centro       | Chicago Blackhawks  |
| 13      | 76       | Val Fonteyne        | Ala sinistra | Detroit Red Wings   |
| 14      | 82       | Jeannot Gilbert     | Centro       | Boston Bruins       |
| 15      | 88       | Tom McCarthy        | Ala sinistra | Montreal Canadiens  |
| 16      | 94       | Billy Dea           | Ala sinistra | Chicago Blackhawks  |
| 17      | 100      | Bobby Rivard        | Centro       | Montreal Canadiens  |
| 18      | 106      | Mel Pearson         | Ala sinistra | Chicago Blackhawks  |
| 19      | 112      | Andy Bathgate       | Ala destra   | Detroit Red Wings   |
| 20      | 118      | Les Hunt            | Difensore    | New York Rangers    |

### St. Louis Blues
| Turno # | Scelta # | Giocatore        | Posizione       | Selezionato dai     |
| ------- | -------- | ---------------- | --------------- | ------------------- |
| 1       | 3        | Glenn Hall       | Portiere        | Chicago Blackhawks  |
| 2       | 12       | Don Caley        | Portiere        | Detroit Red Wings   |
| 3       | 15       | Jim Roberts      | Difensore / Ala | Montreal Canadiens  |
| 4       | 24       | Noel Picard      | Difensore       | Montreal Canadiens  |
| 5       | 30       | Al Arbour        | Difensore       | Toronto Maple Leafs |
| 6       | 36       | Rod Seiling      | Difensore       | New York Rangers    |
| 7       | 42       | Ron Schock       | Centro          | Boston Bruins       |
| 8       | 48       | Terry Crisp      | Centro          | Boston Bruins       |
| 9       | 54       | Don McKenney     | Centro          | Detroit Red Wings   |
| 10      | 60       | Wayne Rivers     | Ala destra      | Boston Bruins       |
| 11      | 66       | Bill Hay         | Centro          | Chicago Blackhawks  |
| 12      | 72       | Darryl Edestrand | Difensore       | Toronto Maple Leafs |
| 13      | 78       | Norm Beaudin     | Ala destra      | Detroit Red Wings   |
| 14      | 84       | Larry Keenan     | Ala sinistra    | Toronto Maple Leafs |
| 15      | 90       | Ron Stewart      | Centro          | Boston Bruins       |
| 16      | 96       | Fred Hucul       | Difensore       | Toronto Maple Leafs |
| 17      | 102      | John Brenneman   | Ala sinistra    | Toronto Maple Leafs |
| 18      | 108      | Gerry Melnyk     | Centro          | Chicago Blackhawks  |
| 19      | 114      | Gary Veneruzzo   | Ala sinistra    | Toronto Maple Leafs |
| 20      | 120      | Max Mestinsek    | Ala destra      | New York Rangers    |